# Francesco Farina
Francesco Farina (Verona, 19 novembre 1957) è un dirigente sportivo e politico italiano.

## Biografia
Nel 1980-81 è stato presidente del Lanerossi Vicenza, di proprietà di suo padre Giuseppe, al termine della stagione lascerà la società berica nelle mani di Dario Maraschin. Dal 1981 al 1984 è stato amministratore delegato del Modena, di cui poi è stato presidente dal 1984 al 1994; è il dirigente che ha guidato il Modena per maggiore tempo. Durante questo periodo il club è stato promosso due volte dalla serie C1 alla serie B (1985-1986 e 1989-1990) e retrocesso due volte dalla serie B alla C1 (1987-1988 e 1993-1994).
Nel 2010 è stato eletto sindaco del comune di Palù (in provincia di Verona), nelle file della Lega Nord, incarico che ha ricoperto fino al 2015 e poi nuovamente a partire dal settembre 2020.